# Хвощевка (Липецкая область)
Хвощевка — деревня Спешнево-Ивановского сельсовета Данковского района Липецкой области.

## География
Хвощевка находится на правом берегу реки Вязовня. На противоположном берегу находится село Спешнево-Ивановское. Через деревню проходит просёлочная дорога.

## Население
| 2010 |
| ---- |
| 49   |

Население деревни в 2009 году — 48 человек (21 двор), в 2015 году — 39 человек.